# خوسيه فيجو
خوسيه فيجو (بالإسبانية: José Luis Viejo Gómez)‏ (مواليد 2 نوفمبر 1949 - الوفاة 16 نوفمبر 2014) كان دراج إسباني سابق في صنف سباق الدراجات على الطريق. سبق أن شارك في دورة الألعاب الأولمبية الصيفية.

## سباقات أو مراحل فاز بها
- طواف فرنسا
- طواف بولندا

## روابط خارجية
- خوسيه فيجو على موقع أرشيف الدراجات (الإنجليزية)
- خوسيه فيجو على موقع إحصائيات الدراجات الإحترافية (الإنجليزية)
- خوسيه فيجو على موقع CycleBase (الإنجليزية)
- خوسيه فيجو على موقع أوليمبيديا (الإنجليزية)